# Julius Edelhoff
Julius Edelhoff (* 30. April 1913 in Lübeck; † 4. Juni 1989 ebenda) war ein deutscher Chirurg.

## Leben
Edelhoff besuchte ab 1919 das Katharineum zu Lübeck und studierte nach dem Abitur 1931 Medizin an der Albert-Ludwigs-Universität Freiburg. Nach der Approbation 1937 wurde er dort 1938 zum Dr. med. promoviert. Seine berufliche Laufbahn als Chirurg begann er 1937 als Medizinalassistent im Rudolf-Virchow-Krankenhaus in Berlin. 1938 wechselte er als Assistenzarzt an die Chirurgie des Städtischen Krankenhauses Süd in Lübeck, der damals Hermann Meyer-Burgdorff als Chefarzt vorstand. Nach dem Kriegsdienst als Sanitätsoffizier im Zweiten Weltkrieg von 1941 bis 1945 trat er 1946 als Oberarzt unter Meyer-Burgdorff wieder in die Lübecker Chirurgie ein und war als dessen Nachfolger von 1956 bis zum Eintritt in den Ruhestand 1978 Chefarzt der Chirurgischen Klinik Süd (heute Sana Klinik Lübeck) und Leitender Medizinaldirektor in Lübeck. Sein ärztliches Spezialgebiet war die Kinderchirurgie. An der Medizinischen Akademie Lübeck (der Vorgängerinstitution der Universität zu Lübeck) hielt er Lehrveranstaltungen ab und leitete die Krankenpflegerinnen- und Pflegehelferinnenschule.
Sein Nachlass befindet sich im Archiv der Hansestadt Lübeck.

## Ehrenamt und Mäzenatentum
Edelhoff war herausgehobenes Mitglied in verschiedenen gemeinnützigen Stiftungen und Einrichtungen in Lübeck. Als Vorstandsmitglied der „Stiftung Lübecker Altstadt“ und Mitglied des städtischen Denkmalbeirats setzte er sich besonders für die Wiederherstellung der im Zweiten Weltkrieg teilweise zerstörten Lübecker Altstadt ein. Seit 1957 gehörte er zum Vorstand der Possehl-Stiftung, deren Vorsitzender er von 1974 bis 1985 war. Während dieser Zeit förderte die Stiftung unter anderem mit mehreren Millionen D-Mark die Sanierung privater Altstadthäuser, die Restaurierung des Lübecker Doms und den Wiederaufbau des Dom-Paradieses. Eingehend befasste er sich mit dem Calmette-Prozess.
Edelhoff war von 1970 bis 1972 Direktor der Gesellschaft zur Beförderung gemeinnütziger Tätigkeit, in der er 1983 die Prof. Julius Edelhoff Stiftung zur Förderung der Kirchenmusik in Lübeck als nicht rechtsfähige Stiftung begründete. Mit der Sparkasse zu Lübeck stiftete sie 1992 die von Paschen Kiel Orgelbau erbaute neue Orgel für die Petrikirche (Lübeck).

## Ehrungen
- Verdienstorden der Bundesrepublik Deutschland, Bundesverdienstkreuz 1. Klasse
- Ehrenplakette des Senats der Hansestadt Lübeck
- Ehrenprofessor des Landes Schleswig-Holstein (1988)